# PVM Stadium
PVM Stadium – to stadion piłkarski w Port Vila na Vanuatu. Swoje mecze rozgrywają na nim drużyny piłkarskie Amicale FC, Ifira Black Bird F.C., Seveners United F.C., Shepherds United F.C., Spirit 08 F.C., Tafea F.C., Teouma Academy F.C. i Tupuji Imere F.C. Stadion może pomieścić 8 000 widzów.